# William Fichtner
William Edward «Bill» Fichtner  (født 27. november 1956 i Long Island i New York) er en amerikansk skuespiller. 
Williams startede sin karriere i «As The World Turns» (1956). Han fik sit gennembrud som skuespiller efter roller i Malcolm X (1992), Quiz Show (1994) og Strange Days (1995). Efter at have haft en stor rolle som «Kent» i Contact (1997), blev hans popularitet øget. William Fichtner har også medvirket i tv-serien Prison Break, som FBI-agenten Alex Mahone. Hans karriere i Prison Break-serien er noget af det han er mest kendt for, i dag. Han medvirkede også i tv-serien Invasion (2005-2006). Han har lagt stemme til "Ken Rosenberg" i spillet Grand Theft Auto: Vice City (2002) og Grand Theft Auto: San Andreas (2004).
Han har også medvirket i filmene Passion Of Mind, med Stellan Skarsgård og Demi Moore og Armageddon.
Fichtner havde også en rolle som Gotham National Bank-manageren i spillefilmen The Dark Knight (2008) og som Jurgen i Equilibrium, begge actionfilm med Christian Bale i hovedrollen.